# Marvin Flatten
Marvin-Ben Flatten (* 30. April 1989 in Offenbach am Main) ist ein deutscher Politiker (CDU). Er war von Februar 2023 bis Januar 2024 Abgeordneter im Hessischen Landtag.

## Leben
Flatten studierte Wirtschaftswissenschaften an der Johann Wolfgang Goethe-Universität Frankfurt am Main. Er schloss das Studium mit dem Bachelor ab. Er ist als Wirtschaftsprüfungsassistent tätig.

## Politik
Flatten ist Mitglied der CDU. Er war von 2011 bis 2021 und ist seit 2022 Mitglied der Stadtverordnetenversammlung von Dietzenbach.
Bei der Landtagswahl in Hessen 2018 kandidierte Flatten als Ersatzkandidat von Ismail Tipi im Wahlkreis Offenbach Land II und auf Platz 86 der Landesliste der CDU. Nach Tipis Tod rückte er am 6. Februar 2023 für ihn in den Landtag nach.
Zur Landtagswahl 2023 trat er nicht erneut an und schied somit mit der konstituierenden Sitzung des 21. Hessischen Landtags am 18. Januar 2024 aus dem Landtag aus. Sein Nachfolger als Wahlkreisabgeordneter wurde Christoph Mikuschek.